# Jay Lapidus
Jay Lapidus (nacido el 1 de mayo de 1959) es un tenista profesional estadounidense. Su mejor ranking individual fue el Nº34 alcanzado el 21 de marzo de 1983.